# Вавжиняк, Якуб
Я́куб Вавжи́няк (пол. Jakub Wawrzyniak; 7 июля 1983, Кутно) — бывший польский футболист, защитник. Выступал за сборную Польши.

## Клубная карьера
Воспитанник юношеских команд футбольных клубов «Спарта» (Злотув), МСП (Шамотулы) и «Спарта» (Оборники).
Во взрослом футболе дебютировал в 2002 году выступлениями за команду клуба «Спарта» (Бродница), в которой провёл один сезон. Впоследствии с 2003 по 2005 год играл в составе команд клубов «Бленкитни» (Старгард-Щециньски) и «Свит» (Новы-Двур-Мазовецки).
Своей игрой за последнюю команду привлёк внимание представителей тренерского штаба клуба «Видзев», в состав которого присоединился в 2005 году. Сыграл за команду из Лодзи следующие два сезона своей игровой карьеры. Большинство времени, проведённого в составе «Видзева», был основным игроком команды.
В 2007 году заключил контракт с варшавской «Легией». Выступления за «Легию» прерывались в 2009 году, первую половину которого Вавжиняк провёл в Греции, выступая на условиях аренды за «Панатинаикос».
В феврале 2014 года перешел из "Легии" в пермский "Амкар", за который провел 15 матчей. В январе 2015 года разорвал контракт с "Амкаром" и вернулся в Польшу, подписав контракт с гданьской "Лехией".

## Выступления за сборную
Дебютировал за национальную сборную 6 декабря 2006 года в матче против сборной ОАЭ в Абу-Даби. Провёл в форме главной команды страны 31 матч и забил 1 гол (в матче против сборной Молдовы 11 сентября 2012 года).
В составе сборной был участником чемпионата Европы 2008 года в Австрии и Швейцарии. На чемпионатах Европы 2012 и 2016 годов входил в заявку сборной, однако на поле не появлялся.

## Достижения
- Чемпион Польши (1): 2012/2013
- Обладатель Кубка Польши (4): 2007/2008, 2010/2011, 2011/2012, 2012/2013
- Обладатель Суперкубка Польши (1): 2008